# Mudian (sockenhuvudort i Kina, Jiangsu Sheng, lat 32,92, long 118,61)
Mudian (kinesiska: 穆店, 穆店乡) är en sockenhuvudort i Kina. Den ligger i provinsen Jiangsu, i den östra delen av landet, omkring 96 kilometer norr om provinshuvudstaden Nanjing. Antalet invånare är 20 806. Befolkningen består av 10 364 kvinnor och 10 442 män. Barn under 15 år utgör 15,0 %, vuxna 15-64 år 72 %, och äldre över 65 år 11,0 %.
Runt Mudian är det tätbefolkat, med 276 invånare per kvadratkilometer. Närmaste större samhälle är Maba, 17,5 km öster om Mudian. Trakten runt Mudian består till största delen av jordbruksmark.
Genomsnittlig årsnederbörd är 1 199 millimeter. Den regnigaste månaden är juli, med i genomsnitt 271 mm nederbörd, och den torraste är december, med 26 mm nederbörd.